# Groß Schwansee
Groß Schwansee ist ein Ortsteil der Gemeinde Kalkhorst im Landkreis Nordwestmecklenburg in Mecklenburg-Vorpommern.

## Geografie und Verkehrsanbindung
Groß Schwansee liegt nordwestlich des Kernortes Kalkhorst an der Kreisstraße K 11. Die Entfernung zur Ostsee beträgt in nordwestlicher Richtung etwa 500 m.
Nordöstlich des Ortes erstreckt sich das 51 ha große Naturschutzgebiet Brooker Wald, südwestlich ist es das 580 ha große Naturschutzgebiet Küstenlandschaft zwischen Priwall und Barendorf mit Harkenbäkniederung.
Der einstige Kolonnenweg zwischen dem Ort und dem Dünenkamm zur Ostsee hin ist heute ein Teil des Radfernweges Ostseeküstenroute.

## Geschichte
Groß Schwansee wurde erstmals im 17. Jahrhundert urkundlich erwähnt und ist historisch eng mit dem Schlossgut Groß Schwansee verbunden, das 1745 von Wilhelm Ludwig Hartwig von Both errichtet wurde. Das Gutshaus und die dazugehörigen Gebäude, einschließlich eines Parks und mehrerer Tagelöhnerkaten, prägten lange Zeit das wirtschaftliche und soziale Leben des Ortes.
Nach dem Zweiten Weltkrieg lag Groß Schwansee in der sowjetischen Besatzungszone und später in der DDR. Die Nähe zur innerdeutschen Grenze und zur Ostsee beeinflusste die Entwicklung des Ortes erheblich. Der ehemalige Kolonnenweg, der heute Teil des Radfernweges Ostseeküstenroute ist, zeugt von der Zeit, als das Gebiet stark von Grenzsicherungsmaßnahmen geprägt war.
Nach der Wiedervereinigung Deutschlands wurde das Schlossgut restauriert und wird seit 2004 als Hotel genutzt. Der Ort Groß Schwansee hat sich seither zu einem touristischen Ziel entwickelt.

## Sehenswürdigkeiten
In der Liste der Baudenkmale in Kalkhorst ist für Groß Schwansee ein Baudenkmal aufgeführt:
- das Schlossgut Groß Schwansee, eine Gutsanlage mit Gutshaus, Park mit Lindenallee zum Strand, Pferdestall, Verwalterhaus (Lindenstraße 21) und Tagelöhnerkaten (Lindenstraße 2–6 und 16–24)

## Persönlichkeiten
- Wilhelm von Meding (* 1625 in Lübeck; † 1674 in Groß Schwansee), Domherr in Lübeck, erwarb 1668 Schwansee und errichtete das Gut
- Günther Uecker (* 1930 in Wendorf; † 2025 in Düsseldorf), lebte als Jugendlicher in Groß Schwansee und besuchte die dortige Schule
- Rotraut Klein-Moquay, geborene Uecker (* 1938), lebte als Kind und Jugendliche in Groß Schwansee und besuchte die dortige Schule